# Distrikt Kaliro
Kaliro ist ein Distrikt in Ostuganda. Die Hauptstadt des Distrikts ist Kaliro.

## Lage
Der Distrikt Kaliro grenzt im Norden an den Distrikt Serere, über den Nakuwasee, einen der Seen, aus denen der Kyogasee besteht. Der Distrikt Pallisa liegt im Nordosten, der Distrikt Namutumba im Südosten, der Distrikt Iganga im Süden, der Distrikt Luuka im Südwesten und der Distrikt Buyende im Nordwesten.

## Geschichte
Der Distrikt entstand 2006 aus Teilen des Distrikt Kamuli.

## Demografie
Im Jahr 2014 lebten in Kaliro 236.199 Menschen auf einer Fläche von 869,9 Quadratkilometern.
| Zensusjahr | Einwohnerzahl |
| ---------- | ------------- |
| 1991       | 105.122       |
| 2002       | 154.667       |
| 2014       | 236.199       |

## Wirtschaft
Subsistenzlandwirtschaft ist die wichtigste wirtschaftliche Aktivität im Distrikt.